# Parc naturel régional Baie de Somme - Picardie maritime

Le logo fait appel à trois symboles de la baie de Somme : le phoque veau-marin, l'avocette élégante et la fleur de lin.

Le parc naturel régional Baie de Somme - Picardie maritime est un parc naturel régional (PNR) situé dans le département de la Somme, créé en 2020 à l'initiative de la région Hauts-de-France. Il s'agit du 5e parc naturel de cette région.
Il est animé par le syndicat mixte Baie de Somme 3 Vallées.

## Processus de classement
Le syndicat mixte Baie de Somme - 3 Vallées a été fondé en 2013.
L'enquête publique a eu lieu mi-2017.
Le Conseil national de la protection de la nature (CNPN) a émis un avis favorable à la création du PNR le 23 septembre 2019. La Fédération des parcs naturels régionaux a fait de même le 16 octobre 2019.
Après l'annonce le 13 février 2020 du Premier ministre indiquant que le projet aboutira en 2020,, le parc naturel est créé par un décret du 28 juillet 2020,, pour une durée de quinze ans.

## Le territoire du parc

### Description
Le parc naturel régional s'étend  de Mers-les-Bains à Fort-Mahon sur le littoral, et de Condé-Folie à Saint-Valery-sur-Somme dans les terres. Il concerne, à sa création, environ 130 000 habitants.
Il est destiné à permettre un rééquilibrage économique entre le littoral et l'intérieur des terres et vise à concilier les activités humaines et économiques avec la préservation de l’environnement.

### Composition
Le parc naturel régional englobe les 134 communes suivantes,.
1. Abbeville
2. Acheux-en-Vimeu
3. Agenvillers
4. Ailly-le-Haut-Clocher
5. Argoules
6. Arrest
7. Arry
8. Ault
9. Bailleul
10. Béhen
11. Bellancourt
12. Bernay-en-Ponthieu
13. Béthencourt-sur-Mer
14. Boismont
15. Boufflers
16. Bourseville
17. Brailly-Cornehotte
18. Bray-lès-Mareuil
19. Brutelles
20. Buigny-l'Abbé
21. Buigny-Saint-Maclou
22. Bussus-Bussuel
23. Cahon
24. Cambron
25. Canchy
26. Caours
27. Cayeux-sur-Mer
28. Chépy
29. Citerne
30. Cocquerel
31. Condé-Folie
32. Coulonvillers
33. Cramont
34. Crécy-en-Ponthieu
35. Dominois
36. Dompierre-sur-Authie
37. Domqueur
38. Domvast
39. Doudelainville
40. Drucat
41. Eaucourt-sur-Somme
42. Épagne-Épagnette
43. Ercourt
44. Ergnies
45. Érondelle
46. Estrébœuf
47. Estrées-lès-Crécy
48. Favières
49. Feuquières-en-Vimeu
50. Fontaine-sur-Maye
51. Fontaine-sur-Somme
52. Forest-l'Abbaye
53. Forest-Montiers
54. Fort-Mahon-Plage
55. Francières
56. Franleu
57. Fressenneville
58. Friville-Escarbotin
59. Friaucourt
60. Froyelles
61. Frucourt
62. Gapennes
63. Grand-Laviers
64. Grébault-Mesnil
65. Gueschart
66. Hallencourt
67. Hautvillers-Ouville
68. Huchenneville
69. Huppy
70. Lamotte-Buleux
71. Lanchères
72. Le Boisle
73. Le Crotoy
74. Le Titre
75. Liercourt
76. Ligescourt
77. Limeux
78. Long
79. Longpré-les-Corps-Saints
80. Machiel
81. Machy
82. Maison-Ponthieu
83. Maison-Roland
84. Mareuil-Caubert
85. Mers-les-Bains
86. Mesnil-Domqueur
87. Miannay
88. Millencourt-en-Ponthieu
89. Mons-Boubert
90. Moyenneville
91. Nampont
92. Neufmoulin
93. Neuilly-l'Hôpital
94. Neuilly-le-Dien
95. Nibas
96. Nouvion
97. Noyelles-en-Chaussée
98. Noyelles-sur-Mer
99. Ochancourt
100. Oneux
101. Pendé
102. Ponches-Estruval
103. Pont-Remy
104. Ponthoile
105. Port-le-Grand
106. Quend
107. Quesnoy-le-Montant
108. Regnière-Écluse
109. Rue
110. Saigneville
111. Sailly-Flibeaucourt
112. Saint-Blimont
113. Saint-Quentin-en-Tourmont
114. Saint-Quentin-la-Motte-Croix-au-Bailly
115. Saint-Riquier
116. Saint-Valery-sur-Somme
117. Sorel-en-Vimeu
118. Tœufles
119. Tours-en-Vimeu
120. Tully
121. Valines
122. Vauchelles-les-Quesnoy
123. Vaudricourt
124. Vaux-Marquenneville
125. Vercourt
126. Villers-sur-Authie
127. Vironchaux
128. Vitz-sur-Authie
129. Vron
130. Woignarue
131. Woincourt
132. Yaucourt-Bussus
133. Yonval
134. Yvrench
135. Yvrencheux
136. Yzengremer

Les communes d'Oneux, Friaucourt et Allenay ont été associées au projet mais n'ont pas souhaité adhérer à la charte initiale. Les deux premières sont intégrées au PNR par décret en 2024.